# 叶室铁夫
叶室铁夫（日语：／ Hamuro Tetsuo，1917年9月7日—2005年10月30日），日本男子游泳运动员。他在1936年柏林夏季奥林匹克运动会中，参加了男子游泳比赛并获得男子200米蛙泳金牌。